# Portrait d'homme (van Dyck)
Pour les articles homonymes, voir Portrait d'homme.
Portrait d'homme est un tableau réalisé par le peintre flamand Antoine van Dyck vers 1620. De format vertical, cette huile sur toile est le portrait d'un magistrat. Vêtu de noir, le vieil homme y figure assis devant une tenture rouge, à côté d'une colonne devant un paysage. Acquise par Édouard André à une époque où elle est attribuée à Jacob Jordaens, puis à Pierre Paul Rubens, l'œuvre fait partie des collections du musée Jacquemart-André, à Paris, en France.